# Niklas Sigvardsson
Niklas Johan Kenneth Sigvardsson, född Olsson 1 februari 1991 i Färgaryds församling i Hallands län, är en svensk politiker (socialdemokrat). Han är ordinarie riksdagsledamot sedan 2022, invald för Jönköpings läns valkrets.
I riksdagen är Sigvardsson suppleant i utbildningsutskottet.